# Jakub Słowik
Jakub Słowik (Nowy Sącz, 31 augustus 1991) is een Pools voetballer die als doelman speelt bij Vegalta Sendai.

## Clubcarrière
Słowik begon zijn carrière in 2010 bij Jagiellonia Białystok. In 5 jaar speelde hij er 48 competitiewedstrijden. Słowik speelde tussen 2015 en 2019 voor Pogoń Szczecin en Śląsk Wrocław. Hij tekende in 2019 bij Vegalta Sendai.

## Interlandcarrière
Słowik maakte op 2 februari 2013 zijn debuut in het Pools voetbalelftal tijdens een vriendschappelijke wedstrijd tegen Roemenië.